# Camponotus anthrax
Camponotus anthrax är en myrart som beskrevs av Wheeler 1911. Camponotus anthrax ingår i släktet hästmyror, och familjen myror. Inga underarter finns listade.

## Bildgalleri

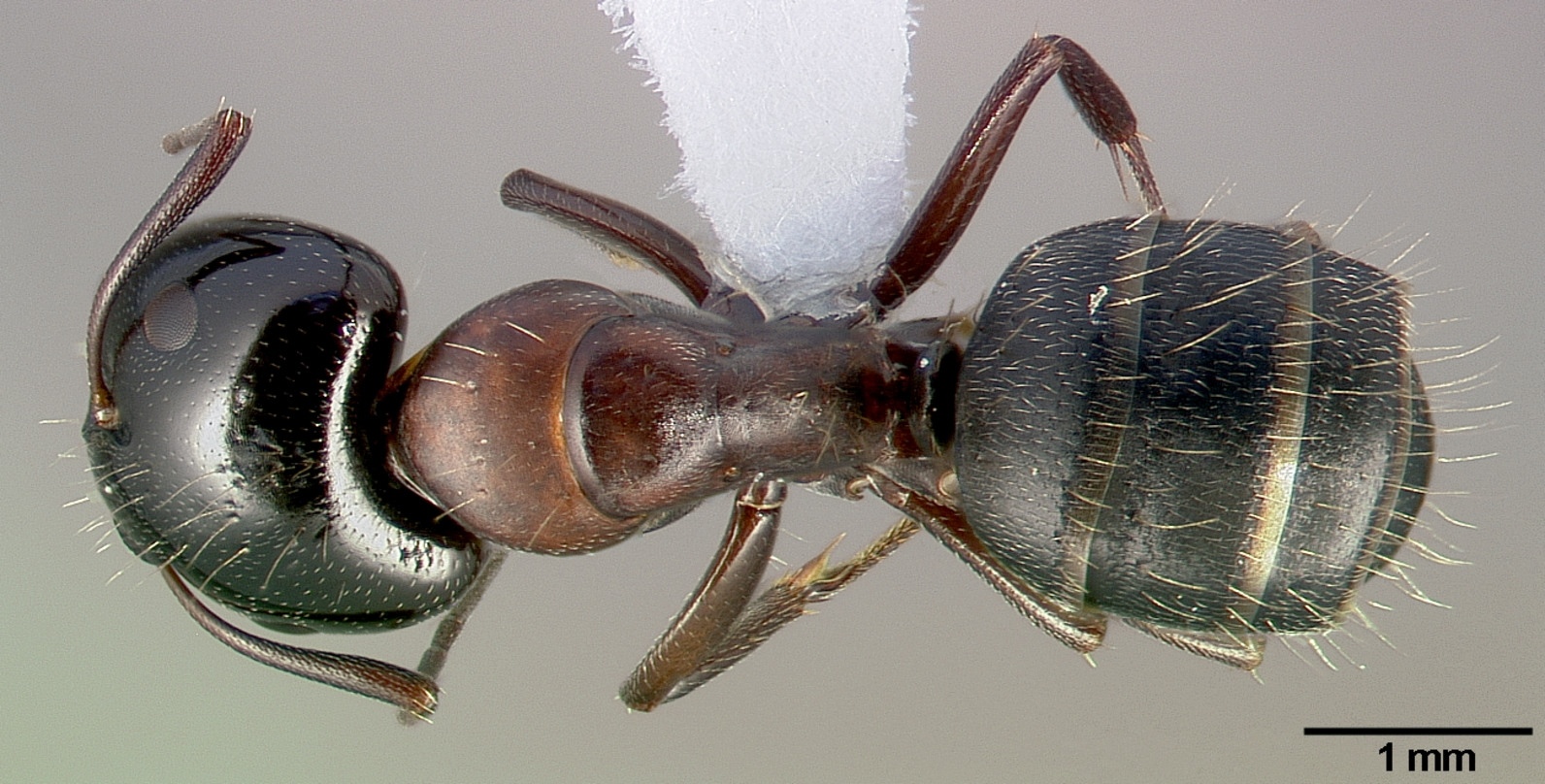
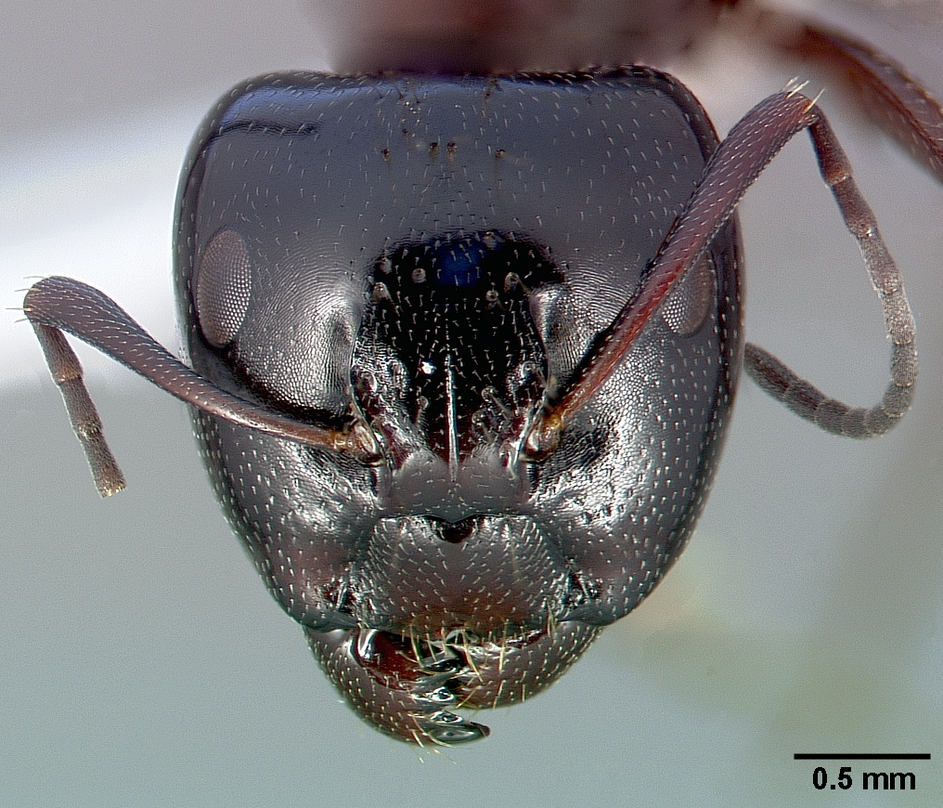
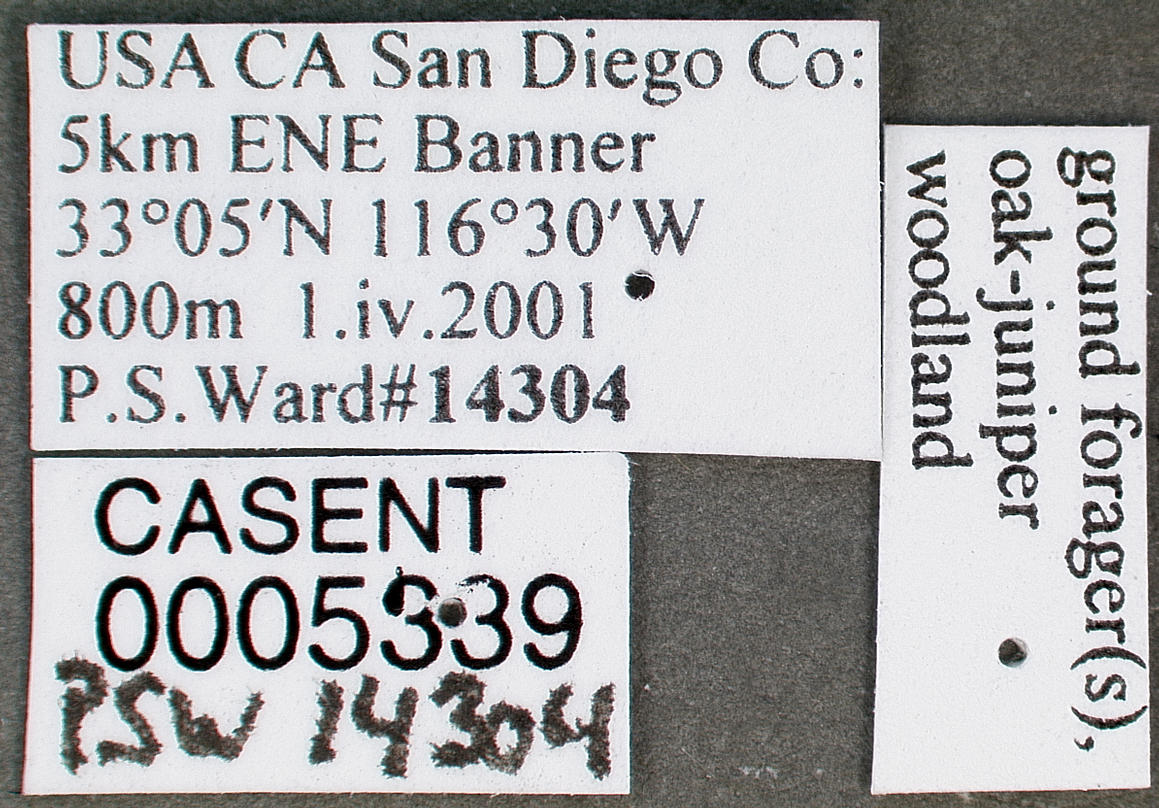
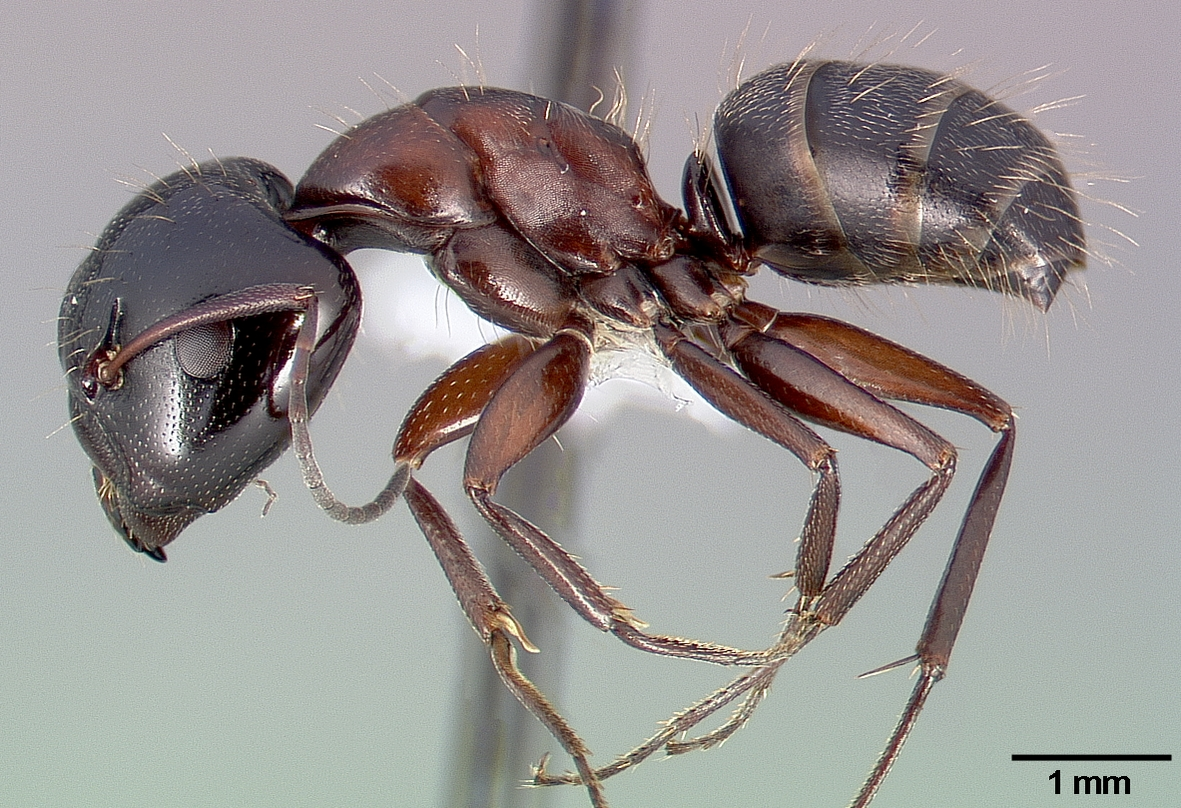